# 科塔尔
科塔尔（Kotar），是印度中央邦Satna县的一个城镇。总人口6863（2001年）。

## 人口
该地2001年总人口6863人，其中男性3488人，女性3375人；0—6岁人口1260人，其中男607人，女653人；识字率52.94%，其中男性为65.63%，女性为39.82%。